# Le Glorieux (cheval)
Pour les articles homonymes, voir Le Glorieux.
Le Glorieux (1984-2010) est un cheval de course pur-sang, spécialisé dans les courses de plat. Il a remporté des groupe 1 sur trois continents.

## Carrière de courses
Difficile de reprocher à Le Glorieux de ne pas avoir gagné pour ses débuts à Deauville en août 1987 : le poulain qui le devance ce jour-là est un certain Trempolino qui dans un peu plus d'un an remportera le Prix de l'Arc de Triomphe. Mais ensuite, que ce fut dur ! Le poulain devra s'y reprendre à sept reprises pour gagner une course, in extremis, à la toute fin de l'année. Robert Collet, son entraîneur, l'a tout de même présenté au départ d'une course de groupe, le Prix des Chênes, et d'une Listed. Le Glorieux n'y a guère brillé, mais ces tentatives témoignent d'une certaine estime de la part de son mentor envers un poulain qui, de fait, tarde à la lui rendre.
Tout change à 3 ans. Le Glorieux rentre en mars puis se classe troisième d'une Listed remportée par un certain Trempolino. S'il n'y arrive pas en France, alors Robert Collet l'envoie en Allemagne. Changement d'herbage réjouit les veaux : le modeste Le Glorieux remporte deux groupes face aux meilleurs 3 ans teutons, le Frühjahrs Dreijährigen-Preis et le Grosser Hertie-Preis, et s'est découvert un tropisme de voyageur. De fait, il gagnera partout dans le monde, mais jamais en France. Fort de ses deux succès outre-Rhin, il s'attaque au Prix du Jockey Club et échoue dans les grandes largeurs. Mais il suffit qu'il traverse le Rhin pour retrouver de la vigueur : il devient même lauréat de groupe 1 en s'imposant dans le Grosser Preis von Berlin. Dès lors, Le Glorieux ne courra plus en France.
En septembre, il perd son invincibilité en Allemagne, quatrième d'un Grosser Preis von Baden remporté par le champion Acatenango. Celui-ci sera élu cheval de l'année en Allemagne, laissant le titre de meilleur 3 ans à Le Glorieux, qui achève son été allemand par un accessit d'honneur dans le Preis von Europa. À l'automne, Robert Collet l'envoie défier les Américains. Battu dans les Man o'War Stakes par le champion Theatrical, bientôt vainqueur de la Breeders' Cup Turf et élu cheval de l'année sur le gazon, il s'impose dans le Washington, D.C. International, son deuxième groupe 1. Pour sa dernière sortie de l'année, direction le Japon et la Japan Cup, le grand tournoi international de Tokyo, et nouvelle victoire, record de l'épreuve à la clé et une Triptych, du voyage elle aussi, reléguée quatrième à trois longueurs.
Étrange poulain que ce Le Glorieux : pas vraiment classique, mais lauréat de trois groupe 1 sur trois continents. En 1988, le globe-trotter poursuit son périple sur les terres encore plus inexplorées par les Européens de l'Australie. Il prend part en mars aux Tancred Stakes, un groupe 1 disputé sur l'hippodrome de Rosehill, à Sydney. Il ne peut faire mieux que cinquième, mais ce lointain voyage sera le dernier : Le Glorieux s'est blessé durant la course et on ne le reverra plus.

### Résumé de carrière
| Date         | Hippodrome       | Pays        | Course                         | Statut      | Distance    | Jockey             | Place       | Vainqueur ou deuxième |
| 1986, 2 ans  | 1986, 2 ans      | 1986, 2 ans | 1986, 2 ans                    | 1986, 2 ans | 1986, 2 ans | 1986, 2 ans        | 1986, 2 ans | 1986, 2 ans           |
| ------------ | ---------------- | ----------- | ------------------------------ | ----------- | ----------- | ------------------ | ----------- | --------------------- |
| 25 août      | Deauville        | France      | Prix de Caen                   | Maiden      | 1 600 m     | Alain Lequeux      | 2e / 12     | Trempolino            |
| 10 septembre | Longchamp        | France      | Prix de Blaison                | Maiden      | 1 600 m     | Yves Saint-Martin  | 2e / 7      | Holst                 |
| 28 septembre | Longchamp        | France      | Prix des Chênes                | Gr. 3       | 1 600 m     | Guy Guignard       | 7e / 8      | Fotitieng             |
| 10 octobre   | Maisons-Laffitte | France      | Prix Herbager                  | Listed      | 1 700 m     | Alain Lequeux      | 4e / 7      | Daralinsha            |
| 7 novembre   | Saint-Cloud      | France      | Prix Mieuxce                   | Maiden      | 1 600 m     | Alain Lequeux      | 8e / 18     | Dastaan               |
| 28 novembre  | Maisons-Laffitte | France      | Prix Soritor                   | Maiden      | 1 600 m     | Philippe Brunel    | 2e / 17     | Dahlaan               |
| 6 décembre   | Saint-Cloud      | France      | Prix Prompt                    | Maiden      | 2 000 m     | Yves Saint-Martin  | 1er / 15    | Nocciano              |
| 1987, 3 ans  |                  |             |                                |             |             |                    |             |                       |
| 20 mars      | Maisons-Laffitte | France      | Prix Or du Rhin                |             | 2 100 m     | Alain Lequeux      | 2e / 6      | Sadjiyd               |
| 12 avril     | Longchamp        | France      | Prix de Courcelles             | Listed      | 2 000 m     | Alain Lequeux      | 3e / 9      | Trempolino            |
| 26 avril     | Francfort        | Allemagne   | Frühjahrs Dreijährigen-Preis   | Gr. 3       | 2 000 m     | Alain Lequeux      | 1er / 10    | Medicus               |
| 17 mai       | Munich           | Allemagne   | Grosser Hertie-Preis           | Gr. 2       | 2 000 m     | Jean-Luc Kessas    | 1er / 9     | Step Dancer           |
| 7 juin       | Chantilly        | France      | Prix du Jockey Club            | Gr. 1       | 2 400 m     | Alain Lequeux      | 11e / 17    | Natroun               |
| 26 juin      | Düsseldorf       | Allemagne   | Grosser Preis von Berlin       | Gr. 1       | 2 400 m     | Alain Lequeux      | 1er / 10    | Ibn Alnasr            |
| 6 septembre  | Baden Baden      | Allemagne   | Grosser Preis von Baden        | Gr. 1       | 2 400 m     | Alain Lequeux      | 4e / 6      | Acatenango            |
| 27 septembre | Cologne          | Allemagne   | Preis von Europa               | Gr. 1       | 2 400 m     | Jean-Luc Kessas    | 2e / 12     | Kamiros               |
| 24 octobre   | Aqueduct         | États-Unis  | Man o'War Stakes               | Gr. 1       | 2 200 m     | Alain Lequeux      | 2e / 8      | Theatrical            |
| 31 octobre   | Laurel Park      | États-Unis  | Washington, D.C. International | Gr. 1       | 2 000 m     | Laffit Pincay, Jr. | 1er / 14    | Great Communicator    |
| 29 novembre  | Fuchu            | Japon       | Japan Cup                      | Gr. 1       | 2 400 m     | Alain Lequeux      | 1er / 14    | South Jet             |
| 1988, 3 ans  |                  |             |                                |             |             |                    |             |                       |
| 26 mars      | Rosehill         | Australie   | Tancred Stakes                 | Gr. 1       | 2 400 m     | Alain Lequeux      | 5e / 10     | Beau Zam              |

## Au haras
Le Glorieux revient en France pour faire la monte au haras du Mézeray. Mais il ne brille guère dans ses nouvelles fonctions et sa carrière d'étalon est un fiasco. Saillissant très peu, il est mis à la retraite en 1999 et termine sa vie au haras de son propriétaire, le Haras Saint-Germain en Normandie, où il meurt en août 2010, à 26 ans.

## Origines
Le Glorieux est un fils de l'Américain Cure The Blues, qui demeura invaincu à 2 ans, où il remporta le Laurel Futurity, mais ne put confirmer l'année suivante, malgré une troisième place dans les Wood Memorial Stakes. Étalon en Irlande, puis aux États-Unis et enfin en Australie, il fit une honorable carrière au haras, donnant six vainqueurs de groupe 1.
La Mirande, la mère de Le Glorieux, a remporté sa Listed à 3 ans et s'est révélée bonne poulinière, donnant également La Tritona (par Touching Wood), lauréate d'un Prix de Flore (Gr.3). Il s'agit d'une belle famille maternelle très française, où l'on relève le nom de la troisième mère La Malaguena, qui fut l'une des bonnes pouliches de sa génération, remportant le Prix de Pomone et se plaçant dans les Prix de Royallieu, de Malleret et Minerve. À la génération précédente on trouve la championne et grande poulinière La Mirambule, qui s'imposa dans le Prix Vermeille, et fut cette année-là dauphine de Zabara dans les 1000 Guinées, de Seria dans le Prix de Diane et de Nuccio dans le Prix de l'Arc de Triomphe, avant de donner naissance à Nasram (par Nasrullah), vainqueur des King George & Queen Elizabeth Stakes, et Tambourine (par Princequillo), lauréat de l'Irish Derby en 1962.

### Pedigree
| Origines de Le Glorieux (GB), mâle bai né en 1984 | Origines de Le Glorieux (GB), mâle bai né en 1984 | Origines de Le Glorieux (GB), mâle bai né en 1984 | Origines de Le Glorieux (GB), mâle bai né en 1984 |
| ------------------------------------------------- | ------------------------------------------------- | ------------------------------------------------- | ------------------------------------------------- |
| Père Cure The Blues                               | Stop The Music                                    | Hail To Reason                                    | Turn-To                                           |
| Père Cure The Blues                               | Stop The Music                                    | Hail To Reason                                    | Nothirdchance                                     |
| Père Cure The Blues                               | Stop The Music                                    | Bebopper                                          | Tom Fool                                          |
| Père Cure The Blues                               | Stop The Music                                    | Bebopper                                          | Bebop                                             |
| Père Cure The Blues                               | Quick Cure                                        | Dr. Fager                                         | Rougn'n Tumble                                    |
| Père Cure The Blues                               | Quick Cure                                        | Dr. Fager                                         | Aspidistra                                        |
| Père Cure The Blues                               | Quick Cure                                        | Speedwell                                         | Bold Ruler                                        |
| Père Cure The Blues                               | Quick Cure                                        | Speedwell                                         | Imperatrice                                       |
| Mère La Mirande                                   | Le Fabuleux                                       | Wild Risk                                         | Rialto                                            |
| Mère La Mirande                                   | Le Fabuleux                                       | Wild Risk                                         | Wild Violet                                       |
| Mère La Mirande                                   | Le Fabuleux                                       | Anguar                                            | Verso                                             |
| Mère La Mirande                                   | Le Fabuleux                                       | Anguar                                            | La Rochelle                                       |
| Mère La Mirande                                   | La Magnanarelle                                   | Herbager                                          | Vandale                                           |
| Mère La Mirande                                   | La Magnanarelle                                   | Herbager                                          | Flagette                                          |
| Mère La Mirande                                   | La Magnanarelle                                   | La Malaguena                                      | Migoli                                            |
| Mère La Mirande                                   | La Magnanarelle                                   | La Malaguena                                      | La Mirambule (famille 11-d)                       |